# Арпадські смуги
Арпадські смуги (угор. Árpád-sávok) - назва геральдичної та вексилологічної конструкції, яка постійно використовується з початку ХІІІ століття, зокрема в угорській геральдиці. Дана конструкція присутня на лівій половині нинішнього герба Угорщини.
Смуги були пов'язані з династією-засновником Угорщини, з родом Арпада, звідси і назва, але більшість пізніших правителів та династій Угорщини прийняли їх у тій чи іншій формі, щоб підкреслити свою легітимність на угорському престолі, наприклад шляхом маршалювання. Іноді чотири срібні смуги (часто зображуються як білі) пояснюють як символи "чотирьох срібних річок" Угорщини - Дунай, Тису, Саву та Драву.

## В геральдиці

Герб Угорщини

Перше зображення смуг Арпада з'являється на гербі 1202 року на печатці короля Угорщини, представника династії Арпадів, хоча дискусійний смугастий прапор вже з'являється на срібних монетах, карбованих Стефаном I приблизно за два століття раніше. З тих пір він увійшов до складу герба правлячих династій Угорщини та герба угорської держави. У більшості випадків смуги поєднуються із срібним хрестом у червоному полі на зелених горах із золотої корони.
Смуги Арпада з'являються в багатьох гербах міст колишнього Угорського королівства, багато з них нині в сусідніх країнах Угорщини, таких як Кошице (Словаччина).
Сучасне геральдичне використання смуг Арпада фігурує в печатці Управління національної безпеки Угорщини з 2001 року.

## У вексилології

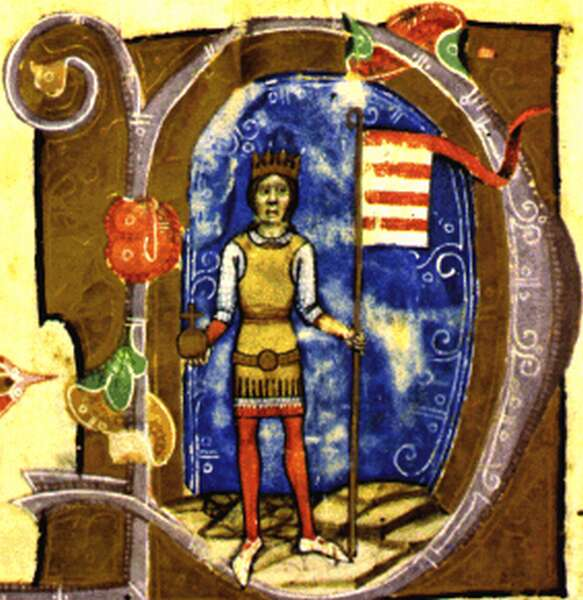
Бела III у Ілюстрованій хроніці

Знамените зображення прапора з арпадськими смугами, на якому зображений король Бела III в одному з ініціалів Ілюстрованої хроніки, датується приблизно 1360 роком. Ілюстрації та декоративні підсвітки літопису кілька разів використовують смуги Арпада на прапорах (поруч зі згаданим ініціалом, наприклад, на зображенні битви при Менфу), щитах, гербі (переважно маршал з Угорським Апостольським Подвійним Хрестом або Анжуйським блакитним полем, що усіяне золотими геральдичними ліліями) або як візерунок одягу Стефана I.
Однак після Середньовіччя використання смуг Арпада як прапора вийшло з ужитку і продовжувалось лише в геральдиці. Його відродила лише кіннота принца Ференца II Ракоці.
Сьогодні прапор роду Арпада, а також прапор кавалерії Франциска II Ракоці є частиною колекції історичних прапорів Угорщини, що використовуються для протоколу (наприклад, на державних святах та святах, депутати присягають їх у парламенті тощо).
Останнім часом прапор був прийнятий ультраправими (найбільш видно серед прихильників партії "Йоббік"), де популярність зростала після протестів 2006 року в Угорщині.

## Суперечка

Прапор партії Стрілохрест

Прапор з оригінальною конфігурацією смуг Арпада, як це видно також на гербі Угорщини. Це також форма, яку широко використовують угорські активісти правого крила з 1990-х років.

Нещодавнє використання смуг Арпада як на прапорах, так і на значках угорськими правими активістами породило суперечки, оскільки нацистський маріонетковий уряд, сформований членами Угорської партії Стрілохрест, діяв протягом семи місяців (жовтень 1944 - квітень 1945), використовував подібний символ як компонент свого прапора в 1940-х роках. Хоча смуги мають багатовікове історичне походження, існує твердження, що смуги Арпада мають фашистський відтінок.
Відповідачі стверджують, що вони не виховують пам'ять про партію Стрілохрест, а багату історичну спадщину Угорщини та вшановують засновника династії Арпадів. Крім того, вони вказують на основну геральдичну різницю між смугами Арпада та конфігурацією, яку використовувала партія Стрілка Хреста: смуги Арпада визначалися з кінця ХІХ-го (до цього числа було нестабільним) століття як смуг з восьми фігур, що починаються червоною і закінчуються срібною смугою, на відміну від використання кольорів угорських фашистів, які використовували дев'ять, а не вісім смуг, що починаються і закінчуються червоним.

## Історичне використання

Печатка короля Імеріха (ХІІ століття)
Прапор часів Бели III (ХІІ століття)
Печатка королів Угорщини з династії Анжу (XIV століття)
Печатка короля Владислава I (XV століття)
Печатка короля Матвія Корвіна (XV століття)
Печатка короля Яноша І Заполья (XVI століття)
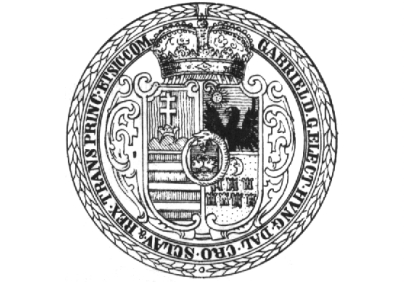
Печатка Габора Бетлена (XVII століття)
Прапор під час війни за незалежність Ракоці (1703–1711)

## Поточне офіційне використання

Герб Угорщини
Прапор Естергома
Герб Естергома
Банська Бистриця  (угор. Besztercebánya), що не входить до складу Угорщини з 1920 року
Дубровник, Хорватія (місто було під угорським суверенітетом з XIV по XVI століття)
Будайорш
Прапор III району Будапешта
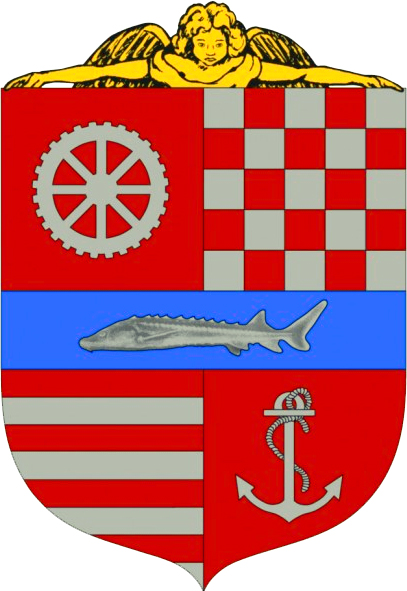
ХІІІ округ Будапешта
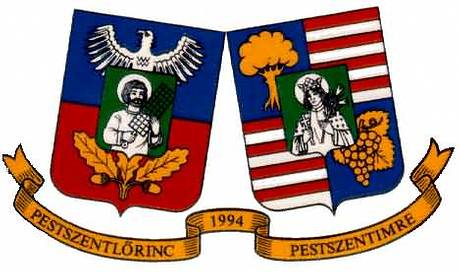
XVIII округ Будапешта
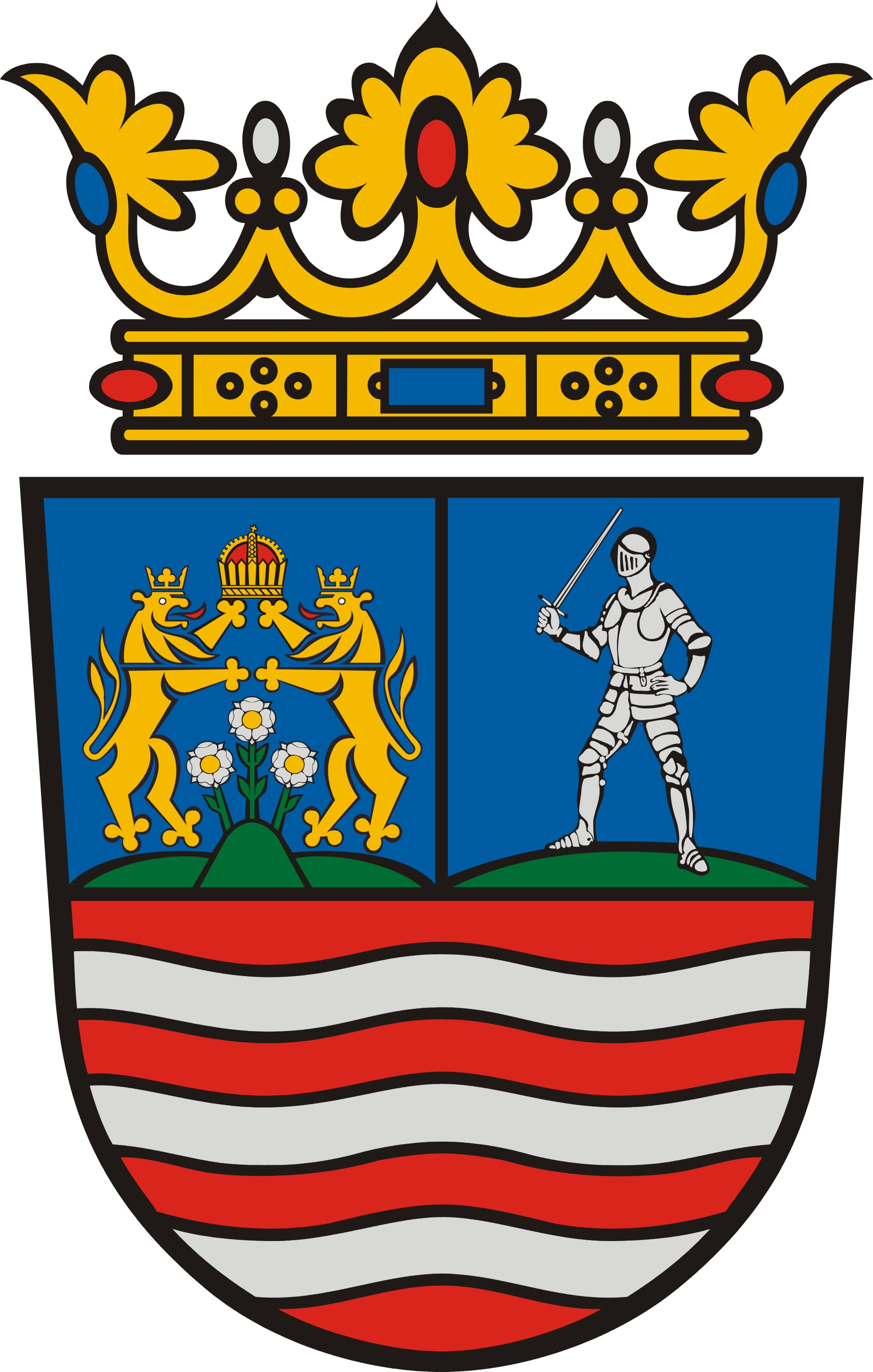
Дьор-Мошон-Шопрон
Баконітамасі
Демьос
Тихань
Тата
Зірц
Рацкеве